# Wendy Schaal

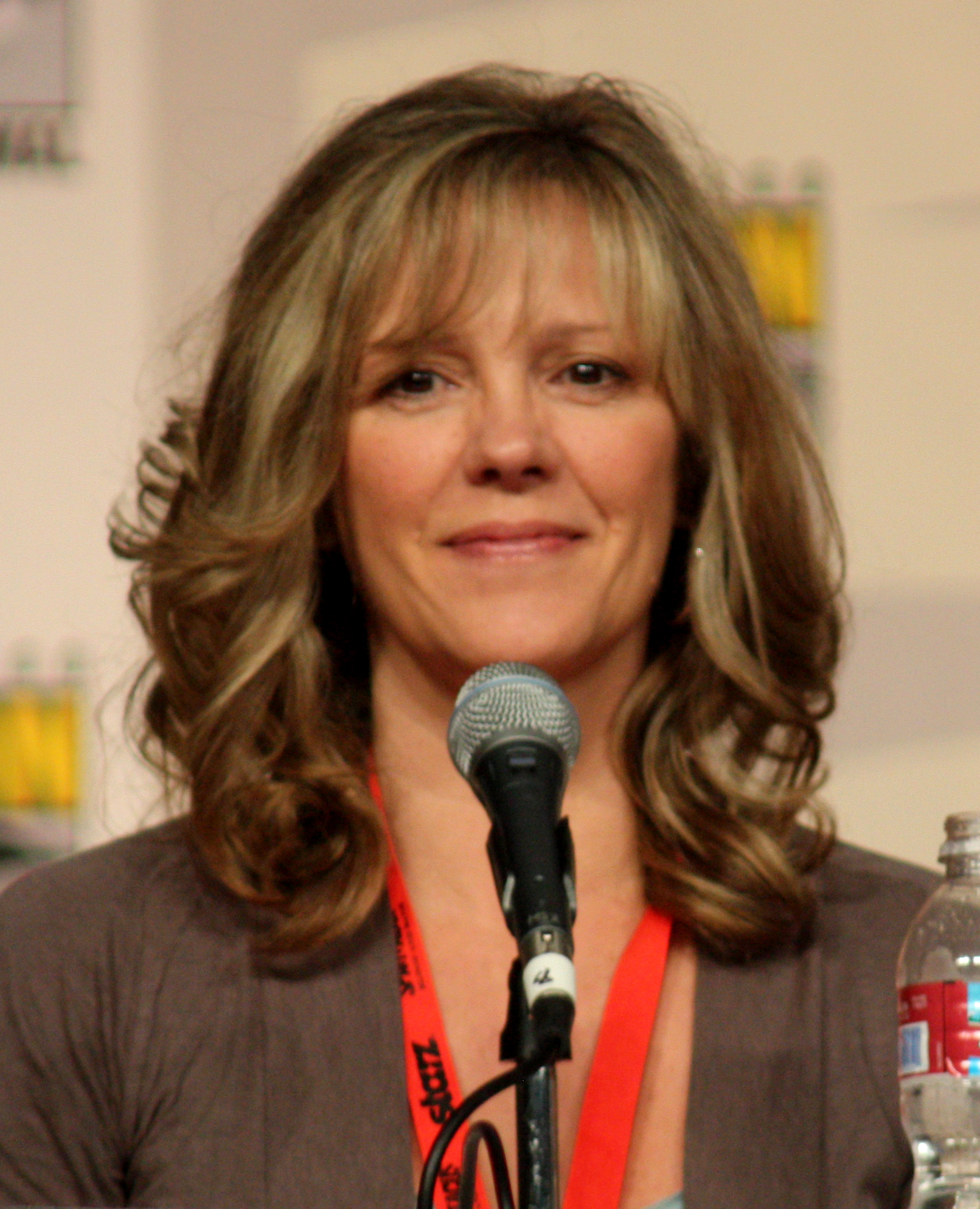
Wendy Schaal (2009)

Wendy Schaal (* 2. Juli 1954 in Chicago, Illinois) ist eine US-amerikanische Schauspielerin.

## Leben und Leistungen
Wendy Schaal, Tochter des Schauspielers Richard Schaal, debütierte in einer Folge der Fernsehserie Welcome Back, Kotter aus dem Jahr 1976. Ihre erste Filmrolle übernahm sie in der Filmbiografie Dieses Land ist mein Land aus dem Jahr 1976. In diesem mit zwei Oscars ausgezeichneten Film spielte sie die Rolle von Mary Jo Guthrie, der Schwester von Woody Guthrie (David Carradine). In den Jahren 1980 bis 1981 war sie in der Fernsehserie It’s a Living zu sehen.
Im SF-Horrorfilm Die dunkle Macht der Finsternis (1985) übernahm Schaal eine der größeren Rollen. In der Komödie Meine teuflischen Nachbarn (1989) mit Tom Hanks und Carrie Fisher spielte sie die Rolle von Bonnie, der Ehefrau von Mark Rumsfield (Bruce Dern). Eine größere Rolle spielte sie an der Seite von Bill Pullman in der Komödie Die U-Boot Academy aus dem Jahr 1990. Seit dem Jahr 2005 leiht sie ihre Stimme in der Zeichentrick-Fernsehserie American Dad dem Charakter von Francine Smith, der Ehefrau des CIA-Agenten Stan Smith, dessen Text von Seth MacFarlane gesprochen wird.
Von 1977 bis 1987 war sie mit Stephen M. Schwartz verheiratet. Sie hat einen Sohn.

## Filmografie (Auswahl)
- 1976: Dieses Land ist mein Land (Bound for Glory)
- 1977: Record City
- 1980–1981: It’s a Living (Fernsehserie, 13 Folgen)
- 1981–1982: Fantasy Island (Fernsehserie, 24 Folgen)
- 1984: Beach Parties – Sonne, Sex und Sunnyboys (Where the Boys Are)
- 1985: Die dunkle Macht der Finsternis (Creature)
- 1985: Knight Rider (Fernsehserie, Folge 3x19: Das 19. Loch)
- 1986: MacGyver (Fernsehserie, Folge 1x12: Ein unsichtbarer Gegner)
- 1986: Airwolf (Fernsehserie, Folge 3x18: Die Jagd nach dem Mikropunkt)
- 1987: Munchies
- 1987: Die Reise ins Ich (Innerspace)
- 1987: Das Wunder in der 8. Straße (*batteries not included)
- 1988: Mutts (Fernsehfilm)
- 1989: Meine teuflischen Nachbarn (The Burbs)
- 1991: Die U-Boot Academy (Going Under)
- 1994: My Girl 2 – Meine große Liebe (My Girl 2)
- 1995: Aliens, Akkordeons und jede Menge Ärger (Out There, Fernsehfilm)
- 1997: Star Trek: Raumschiff Voyager (Fernsehserie, Folge 3x22)
- 1998: Small Soldiers
- 2001: Ferien unter Palmen (Holiday in the Sun)
- seit 2005: American Dad (American Dad!, Fernsehserie, nur Stimme)
- 2013–2018: Family Guy (Fernsehserie, 3 Folgen, nur Stimme)